# .fun
.fun هو نطاق المستوى الأعلى العام (gTLD) لنظام اسم المجال المستخدم على الإنترنت. الاسم مشتق من الكلمة الإنجليزية التي تعني تسليّة.

## تاريّخ
تم تسجيل نطاق .fun في ديسمبر 2016. وهو مملوك حاليًا لشركة Radix، وهي شركة تمتلك العديد من نطاقات المستوى الأعلى العامة الأخرى. وفقًا للشركة الرئيسة، فإنَّ المجموعة المستهدفة من نطاق المستوى الأعلى هي «للأفراد أو المنظمات الذين يرغبون في الترفيه عن الجمهور».
يتم استخدام .fun من قبل مجموعة متنوعة من مواقع الويب ذات الصلة بالترفيه، بما في ذلك موقع ويب يساعد الآباء في العثور على أماكن للأطفال، وكذلك تنظيم أحداث للشركات.

## رَوابط خَارجيَّة
- الموقع الرسمي